# Suzy Wouters
Suzy Wouters, née le 5 mars 1968 à Louvain, est une femme politique belge, membre du Vlaams Belang (VB).

## Biographie
Suzy Wouters naît le 5 mars 1968 à Louvain.
Lors des élections régionales de 2019, elle est élue députée au Parlement flamand.